# Can Carbonell (Santa Maria de Palautordera)
Can Carbonell és una masia a mig camí entre Sant Celoni i Santa Maria de Palautordera (al Vallès Oriental). Aquesta masia va pertànyer al senyoriu que els templers tenien a Palautordera.
Masia orientada cap a l'est. Coberta a dos vessants. Consta de planta baixa i pis. Restaurada fa uns 20 anys. Portal mig dovellat on la part que forma l'arc de mig punt és completada amb maons. Les finestres i la porta són de pedra d'arc pla. La finestra de sobre el portal té el replanell motllurat i la seva part inferior es conserva una finestra espitllerada. A través del portal s'entraven els carros cap a l'interior de la masia. A l'extrem esquerre de la façana hi ha annexos adossats.